# Сузан Блоу
Сузан Елизабета Блоу (енгл. Susan Blow; 7. јун 1843 − 27. март 1916) била је амерички васпитач који је отворио први успешан државни вртић у Сједињеним Државама. Била је позната као „Мајка вртића".

## Детињство и младост
Најстарија од деветоро деце, Сузан Блоу, била је ћерка Хенрија Тејлора Блоуа и Минерве Гримсли Блоу. Хенри је био власник разних операција минирања олова, био је председник Железничке  пруге Планина Гвожђа, био је државни сенатор и био је министар Бразила и Венецуеле. Минерва је била ћерка истакнутог произвођача и локалног политичара. Деца Блоу одрастала су у дубоко религиозној породици окружена удобношћу, богатством и високом немачком културом. Хенри Блоу је основао презбитеријанску цркву у Сент Луису. Њен деда је био капетан Петар Блоу, власник роба Дреда Скота, који је касније на суду оспорио питање ропства.
Због социјалног статуса породице, Блоу је образовање стекла од родитеља, разних гувернера, приватних тутора и школа. Њени родитељи су високо ценили образовање својих ћерки иако је то било ретко за викторијанске породице. Хенри Блоу је допринео средства за изградњу државне школе која је добила име по њему. Са осам година, Сузан је уписана у школу Вили Макартни у Њу Орлеанс, Луизијана; она је похађала часове следеће две године. Са шеснаест година Блоу и њена сестра Нели уписале су се у њујоршку школу Хенријета Хејнс, али су биле принуђене да се врате кући због избијања грађанског рата. За то време Блоу је подучавала своју млађу браћу и сестру и предавала у недељној школи, у презбитеријанској цркви Карлетон.
Са двадесет година Блоу се упознала и заљубила у војника, пуковника Вилијам Кол, али родитељи су га сматрали неприкладним. Када је Кол отпуштен због медицинских разлога, отац ју је одвео у Вашингтон и упознао је са другим војником који је био више по његовој жељи. Међутим, Блоу се никада није удала. Сматрана је чланом школе у Сент Луису, књижевног, филозофског и образовног покрета.
Председник Јулисиз Симпсон Грант именовао је Хенрија Блоуа за министра у Бразилу 1869. године, а Сузан је отишла с њим као његова секретарица. Током следећих петнаест месеци, брзо је научила португалски. Њена двојезична способност помогла је да се олакша трговинска комуникација између Бразила и Сједињених Држава.
1870. заједно са мајком и браћом и сестрама отишла је у иностранство у Европу; тамо је почела да проучава филозофију Хегела и амерички трансцендентализам. Међутим, док је била у иностранству, наишла је на наставне методе немачког идеалиста и филозофа Фридриха Фребела. Фребел је веровао у „учење кроз игру" и когнитивни развој. Сузан је била инспирисана да врати ове идеје у Сент Луис, а њен отац је понудио да оснује вртић као приватну школу. Сузан је осећала да може боље служити деци кроз систем државних школа.

## Каријера
1871. године Блоу је отпутовала у Њујорк, где је провела годину дана обучавајући се у вртићу за нормално образовање, којим је управљала Марија Краус-Боелте, љубитељ Фребела. Блоу се вратила у Сент Луис 1873. године и отворила први јавни вртић у Дес Перез школа у Каронделет-у, који је до тада приложен граду Сент Луис. Уз помоћ својих два асистената, Мери Тимберлејк и Синтије Дозје, Блоу је руководила и предавала у вртићу који се састојао од четрдесет два ученика. Не само да је платила све трошкове да би вртић радио те прве године, већ јој није надокнађен ни напоран рад и залагање. Око 150 жена такође је добровољно радило у Блоу-овим вртићима између 1876-1877.
У вртићу ученици су учили из игара и песама које је Сузан превела са Фребел-овог оригиналног немачког. Ученици су се играли блоковима различитог облика, папирима и глином и покушали су плести како би побољшали спретност. Деца су такође узгајала семе у башти на отвореном. Блоу је причала приче из Библије или митове и легенде. Учионица је била много веселија од виших разреда. Експериментални разред је био успешан и брзо је порастао. У року од три године њен вртић је имао педесет наставника и преко хиљаду ученика, а до 1883. свака државна школа у Сент Луису имала је вртић.
1875. године школски одбор је покушао затворити вртиће да би уштедео новац, али 1.500 их је потписало петицију да их оставе отворене. Стогодишња комисија Сједињених Држава у Филаделфији 1876. године доделила је Сент Луису и Блоу награду за изврсност вртића у државним школама.
Блоу је успела да отвори школу, делом захваљујући подршци коју је добила од Вилијама Торија Хариса, надзорника школа у Сент Луису. Харис је веровао да је највећа брига за образовање у то време број деце која су напустила школу. Блоу је веровала да ће систем вртића побољшати стопу напуштања јер ће деца кренути да се образују у ранијем узрасту. Иако се првобитно опирао идеји о државном програму, убедио га је школски одбор који је подржао Блоу, њена позадина, и њен предлог да сама усмери програм.
1874. године Блоу је, по захтеву наставника у вртићима, отворила школу за обуку. Они који су били на тренингу провели су јутра волонтирајући у вртићима, а после подне и викенде проучавајући Фребелове идеје. Кроз свој рад Блоу је играла значајну улогу у историји и развоју раног васпитања у детињству.
За свој пионирски рад Блоу је призната са звездом на стази славних у Сент Луису.

## Каснији живот и смрт
Само десет година након отварања школе за обуку, Блоу се повукла из наставе због Грејвс-Базедовљеве болести, која је облик хипертиреозе. Пензионисала се 1884. године и преселила се у Бостон заједно са Лауром Фишер, која се тамо преселила да управља програмом вртића у Бостонске државне школе. У пензији је Блоу написала књигу о Дантеу 1890. године и пет књига о Фребел-овим теоријама. Такође је помогла оснивању Међународног савеза вртића и имала трогодишње именовање на Учитељском факултету Универзитета Колумбија.
1895. године Блоу се преселила у Казеновију (Њујорк), да би била близу једне од својих сестара. Предавала је образовање у раном детињству по целој жупанији, зауставила се само месец дана пре смрти.
Умрла је у марту 1916. у Њујорку. Већина референци наводи да је умрла 26. марта, али њен надгробни споменик на гробљу Белфаунтн у Сент Луису изјављује да је умрла 27. марта. У време њене смрти Сент Луис Глобе-Демократија пише: „Велики командант је отишао, али војници ће марширати даље.“ Априла 1916. године, Сент Луис прославио је Сузан састанком Савеза Сузан Е. Блоу Фребел и на њено име је постављен меморијални фонд за спонзорисање предавања. Организација није дуго трајала, јер су многе Блоуове идеје биле немачког порекла, а САД су наредне године ушли у Први светски рат. Рана државна основна школа у округу Каронделет у Сент Луису добила је име по њеном оцу. Некада позната као Блоу Елементарно, данас је названа Лион Ацадемија Блоу.
Улица Блоу, која пролази кроз јужни Сент Луис од реке Мисисипи на јужни Бродвеј у близини брда Сент Луиса, такође носи њено породично име.

## Књижевна дела
Блоу је радила у саветодавном одбору Међународног савеза вртића и Деветнаестом комитету и превела две књиге Фребелове Мајчине игре 1895. Такође је написала чланке у Магазину за вртиће. Испод је списак Блоу-ових објављених дела:
- 1894: Симболично образовање
- 1899: Писма мајци о филозофији Фребела
- 1900: Образовање у вртићима
- 1908: Образовна питања у вртићу